# Sabrina Repp

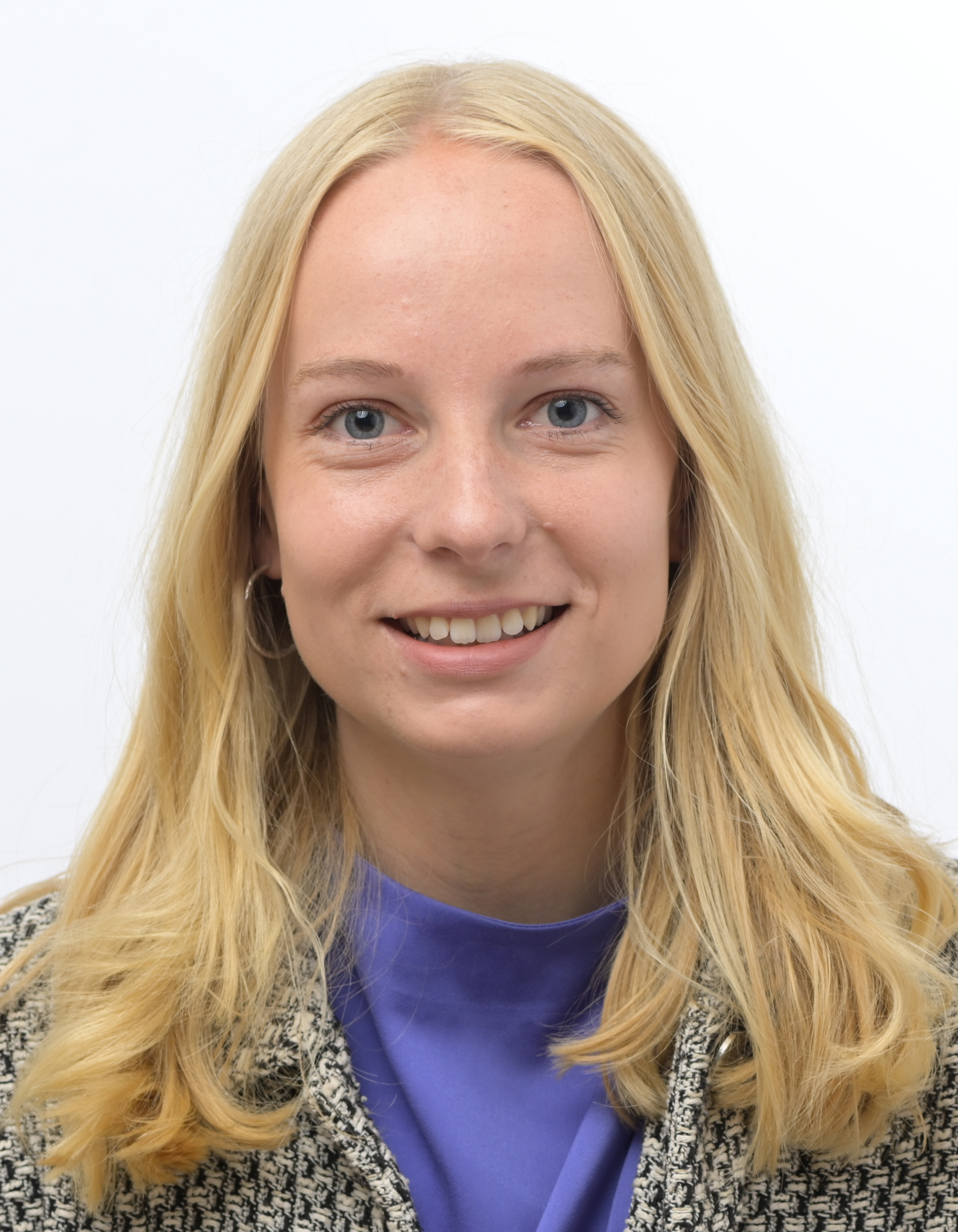
Sabrina Repp (2024)

Sabrina Repp (* 1. Februar 1999 in Tessin) ist eine deutsche Politikerin der SPD. Bei der Europawahl 2024 erhielt sie ein Mandat im Europäischen Parlament.

## Leben
Repp wuchs in Tessin bei Rostock auf und besuchte das Gymnasium Sanitz, wo sie 2017 ihr Abitur abschloss. Zwischen 2017 und 2021 studierte sie Politikwissenschaften an der Technischen Universität Dresden im Bachelorstudium, von 2021 bis 2023 an der Universität Rostock im Masterstudium. Repp war Stipendiatin der Friedrich-Ebert-Stiftung.

## Politik
Seit 2019 engagiert sich Repp aktiv bei der SPD; sie war von 2019 bis 2020 Vorsitzende der Jusos Sächsische Schweiz-Osterzgebirge und 2019 zusätzlich Wahlkampfhelferin der SPD Sachsen zur Landtagswahl. Bis 2021 war sie stellvertretende Landesvorsitzende der Jusos Sachsen, seit 2022 stellvertretende Landesvorsitzende der Jusos in Mecklenburg-Vorpommern. Ebenfalls seit 2022 ist sie im Kreisvorstand der SPD Rostock. Sie war außerdem Büroleiterin im Wahlkreisbüro vom Landtagsabgeordneten Julian Barlen.
Im Oktober 2023 wurde Repp von der SPD Mecklenburg-Vorpommern als Europa-Kandidatin nominiert. Im Januar 2024 wurde sie beim Parteitag der SPD in Berlin auf Listenplatz 11 gewählt. Es ist das erste Mal seit Jahren, dass die SPD im ostdeutschen Bundesland einen sicheren Listenplatz erringen konnte. Im Vorfeld hatte sich die SPD MV mit dem Landesverband Sachsen-Anhalt verständigt, welcher auch weiterhin im Europaparlament nicht direkt vertreten ist. Die Ministerpräsidentin von Mecklenburg-Vorpommern, Manuela Schwesig, sowie Spitzenkandidatin der SPD, Katarina Barley, unterstützten Repps Kandidatur. Bei der Europawahl 2024 wurde Repp ins Europäische Parlament gewählt.
Sabrina Repp ist Mitglied im Ausschuss für Regionale Entwicklung (REGI) und im Ausschuss für Kultur und Bildung (CULT) Darüber hinaus ist sie Stellvertretendes Mitglied im Ausschuss für die Rechte der Frau und die Gleichstellung der Geschlechter (FEMM).

## Mitgliedschaften
Sabrina Repp ist Mitglied der überparteilichen Europa-Union Deutschland, die sich für ein föderales Europa und den europäischen Einigungsprozess einsetzt. Dort ist sie auch Vorstandsmitglied der Parlamentariergruppe.
Sabrina Repp ist zudem Mitglied bei der Vereinten Dienstleistungsgewerkschaft (ver.di), der Europa-Union Mecklenburg-Vorpommern e.V., im Alumniverein Rostocker Politikwissenschaft e.V., in der AWO, dem Baltic Blue Stars Rostock e.V. sowie der Gesellschaft für Sicherheitspolitik.